# Bautista Saubidet Birkner
Bautista Saubidet Birkner (* 28. November 1995 in Buenos Aires) ist ein argentinischer Windsurfer.

## Karriere
Ein erstes internationales Großereignis bestritt Saubidet Birkner im Jahr 2010, als er bei den Olympischen Jugendspielen in Singapur den 7. Platz im Windsurfen belegte.
2016 nahm Saubidet Birkner in Rio de Janeiro an den Olympischen Sommerspielen teil und belegte im Windsurfen den 21. Platz. Seinen bisher größten Erfolg feierte er 2019 bei den Panamerikanischen Spielen in Lima mit dem Gewinn der Goldmedaille im Windsurfen.

## Privates
Bautista Saubidet Birkner entstammt einer sportbegeisterten Familie. Sein Bruder Francisco ist ebenfalls Windsurfer.
Seine Mutter Magdalena Birkner sowie seine Tante Carolina und seine Onkel Jorge Raúl Birkner Cogan und Ignacio Birkner waren als Skirennläufer aktiv, ebenso wie seine Cousins Tomás Birkner de Miguel, Cristian Javier Simari Birkner, María Belén Simari Birkner, Macarena Simari Birkner und Angélica Simari Birkner.